# Петра Дубрава
Петра́ Дубра́ва — посёлок городского типа в Волжском районе Самарской области России. Административный центр городского поселения Петра Дубрава.

## География
Расположен в пяти километрах северо-восточнее Самары. Ввиду нелогичного нетерриториального административного деления Самарской области, формально относится к Волжскому району Самарской области, хотя территориально тяготеет к Красноглинскому и Кировскому районам города Самары, и при этом является частью Красноглинского избирательного округа Самары. С 2005 года — центр одноимённого городского поселения.
Климатическая и погодная картины повторяют самарские.
К северо-востоку и к западу от посёлка находятся два лесных массива. Лес с северо-восточной стороны густой, лиственный (липа, берёза, дуб, осина, ольха, орешник), имеет два озера-омута, восполняющих свой объём за счёт подземных артезианских источников и талых весенних вод. Почва — чернозём и глинистая.

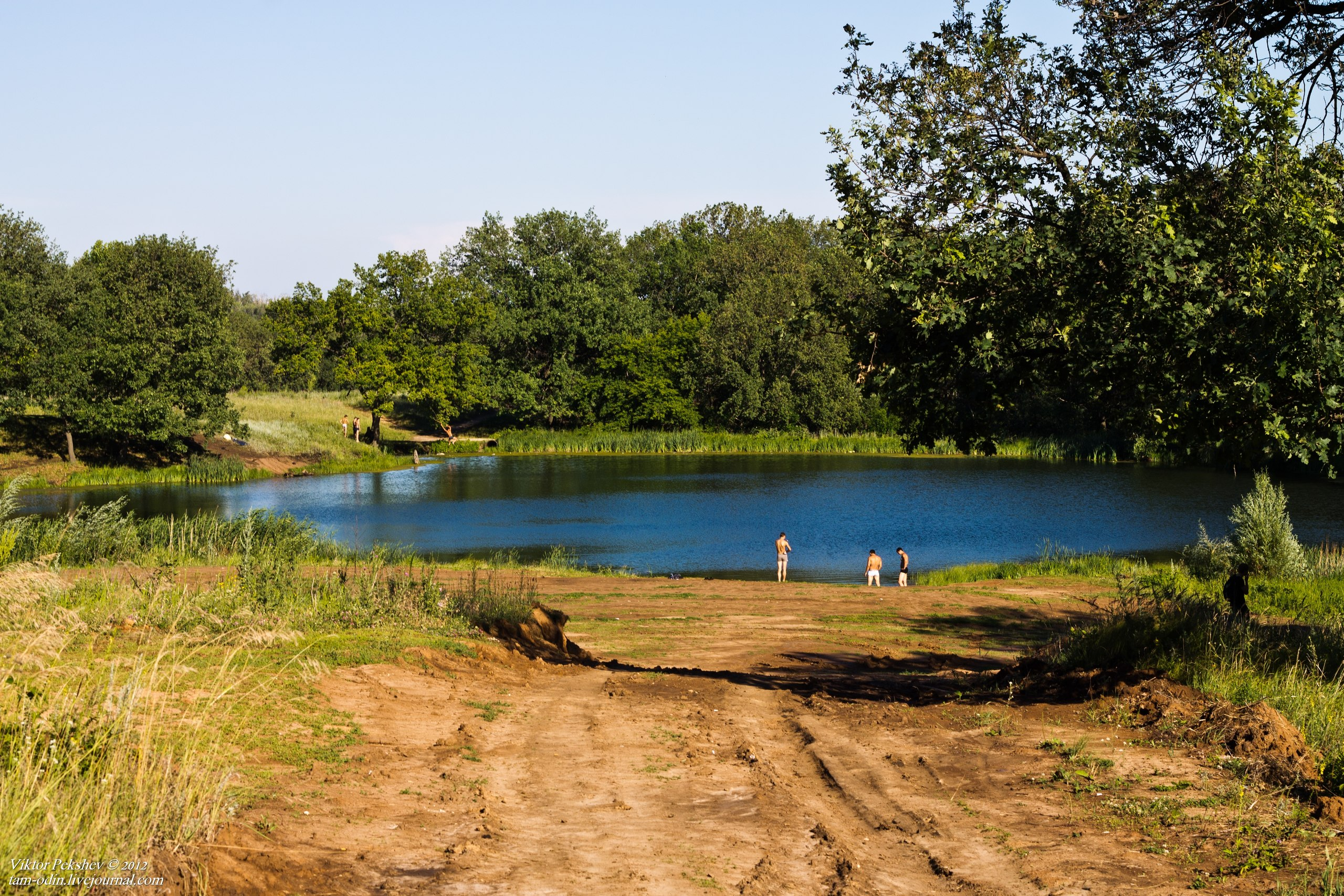
Новое озеро
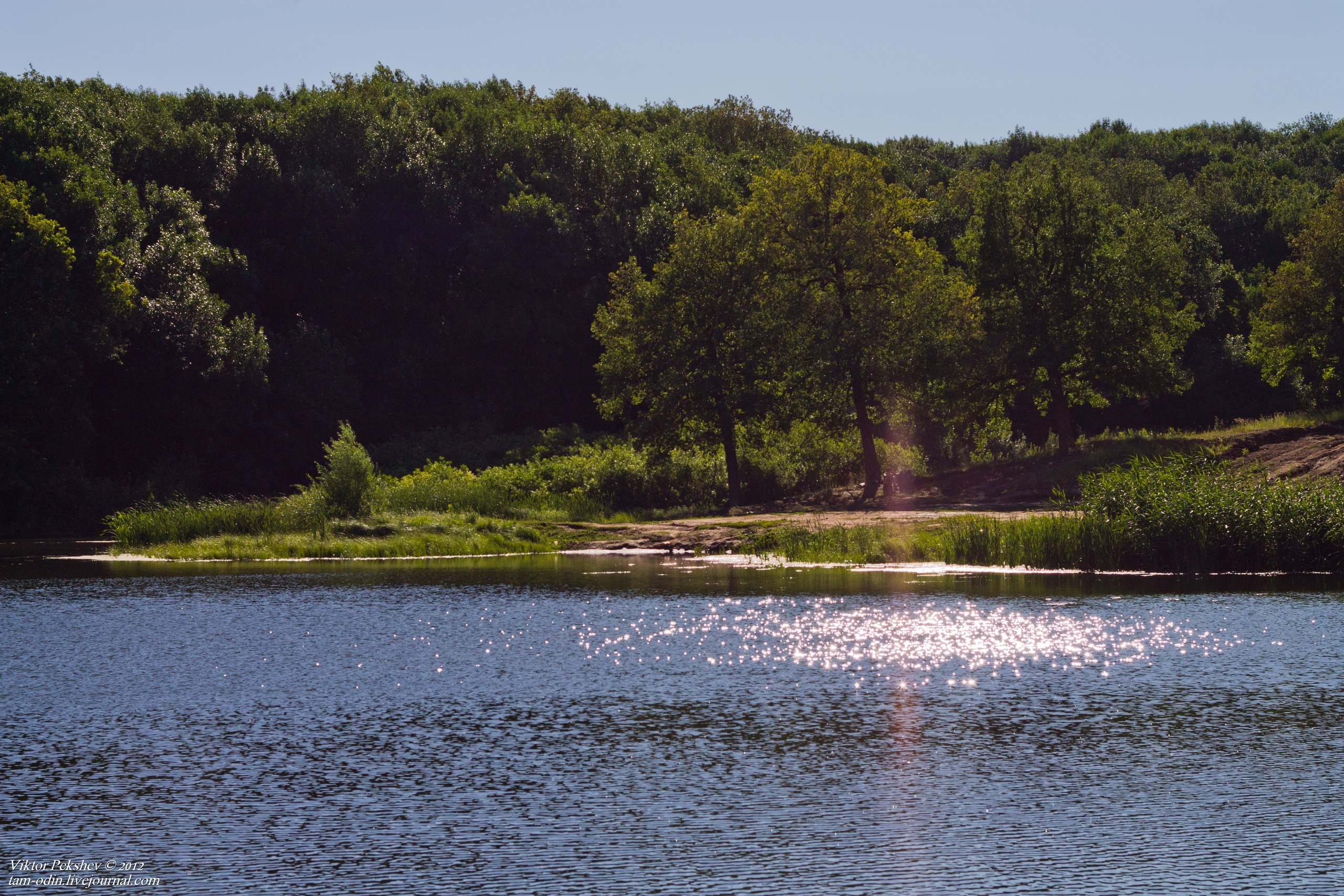
Новое озеро

Лес с западной стороны, имеющий название «Дубовый гай», густой, лиственный (преимущественно дуб, липа, клён, ольха). Богат травянистыми лекарственными растениями (ромашка аптечная, тысячелистник, мать-и-мачеха, зверобой и душица). Почва — чернозём.
Фауна представлена животными и птицами средней полосы — заяц-русак, лисица, белка, жаворонок, соловей, кукушка, синица, ряд хищных птиц. По крайней мере, ещё в 80-х годах в Дубовом Гаю встречались лоси.

## История

Сельский сектор

Первое упоминание о населённом пункте датировано 1910 годом. Тогда он представлял собой небольшое поселение, состоящее из нескольких деревянных домов переселенцев с Украины. Ввиду отсутствия собственного названия, поселение назвали по имени лесника Петра Ивановича Запитецкого, который осуществлял надзор над территорией, где оно располагалось.
Бурный рост населённого пункта начался в 1942 году, как побочный результат эвакуации завода «Коммунар», производившего в то время боеприпасы для нужд фронта, из Ленинградской области в Куйбышевскую, во время Второй мировой войны. При строительстве завода использовалась сила захваченных в плен немцев, а также рабочая сила эвакуированных вместе с заводом жителей нескольких районов Ленинградской области.

Устаревшие дома

Для первоначального размещения эвакуированных людей, был построен комплекс зданий барачного типа, затем квартал двухэтажных временных (существует по сей день) домов, затем несколько кварталов многоэтажных домов, подавляющая часть из которых — пятиэтажные, сделанные по стандартным проектам.
Следует отметить, что в данном населённом пункте планировалось строительство ещё нескольких крупных предприятий. Однако эти планы были отвергнуты благодаря влиянию администрации завода, не желавших разделять с кем-либо свою абсолютную власть над жителями населённого пункта, на принимавших решение людей.
В 1984 году населённый пункт получил статус посёлка городского типа.

Новостройки

В период с 1987 по 1995 год шло строительство нового квартала, состоящего из семи 5-этажных многоквартирных домов. В настоящее время идёт активная застройка прилегающей к населённому пункту территории частными кирпичными домами — «коттеджами», несмотря на многочисленные протесты местного населения.
В 2012—2013 годах на поле рядом с посёлком Петра-Дубрава проходил международный рок-фестиваль Рок над Волгой.

## Население
| 1989  | 2002  | 2010  | 2012  | 2013  | 2014  | 2015  | 2016  | 2017  |
| ----- | ----- | ----- | ----- | ----- | ----- | ----- | ----- | ----- |
| 6429  | ↘6125 | ↗6453 | ↗6458 | ↗6499 | ↗6573 | ↗6742 | ↗6865 | ↗6998 |
| 2018  | 2019  | 2020  | 2021  |       |       |       |       |       |
| ↗7109 | ↗7228 | ↗7354 | ↘6713 |       |       |       |       |       |

## Инфраструктура
Населённый пункт условно можно разделить на четыре неравные части (по мере убывания численности проживающих):
- квартал многоэтажных домов (наиболее обширный, где проживает основная часть населения) (строительство возобновлено);
- квартал старых двухэтажных домов (в настоящее время строительство не ведётся);
- сельский квартал, в котором преобладают деревянные дома (в настоящее время строительство возобновлено);
- участки коттеджной застройки (в настоящее время ведётся активное строительство).

Перспективы развития
В настоящее время возобновлено строительство многоэтажных жилых домов, идёт строительство автомагистрали «Центральная», проходящей по касательной к населённому пункту, на расстоянии километра и являющейся продолжением самарского проспекта Карла Маркса. В посёлке имеется несколько конкурирующих интернет-провайдеров.
На окраине посёлка в 2013 году началось сооружение здания, которое компания «Музейный комплекс п. Петра-Дубрава» предполагает использовать для размещения коллекции тяжёлых мотоциклов выпуска 1930—40-х гг. XX века.
С 2015 года в посёлке, по адресу: ул. Климова, 2б действует музей исторических мотоциклов (motos-of-war.ru). Постоянно действующая экспозиция, состоящая из более чем 100 мотоциклов и трициклов, привлекает внимание многочисленных туристов. Собрание исторических транспортных средств, произведённых в своё время в 14-ти странах мира, по качеству и редкости представленных экземпляров занимает одно из ведущих мест в мире. Благодаря этому, посёлок стал обязательным к посещению местом не только для туристов, но и многочисленных мотопутешественников, проложившим свой маршрут из Европы в Азию через Россию. Ежедневно музей принимает до тысячи посетителей.